# Dolichostyrax longipes
Dolichostyrax longipes är en skalbaggsart som beskrevs av Aurivillius 1913. Dolichostyrax longipes ingår i släktet Dolichostyrax och familjen långhorningar. Inga underarter finns listade i Catalogue of Life.